# 서양뒤영벌
서양뒤영벌은 벌목 꿀벌과의 곤충이다. 유럽이 원산지이며 한국에는 자원곤충으로 도입되었다.

## 특징

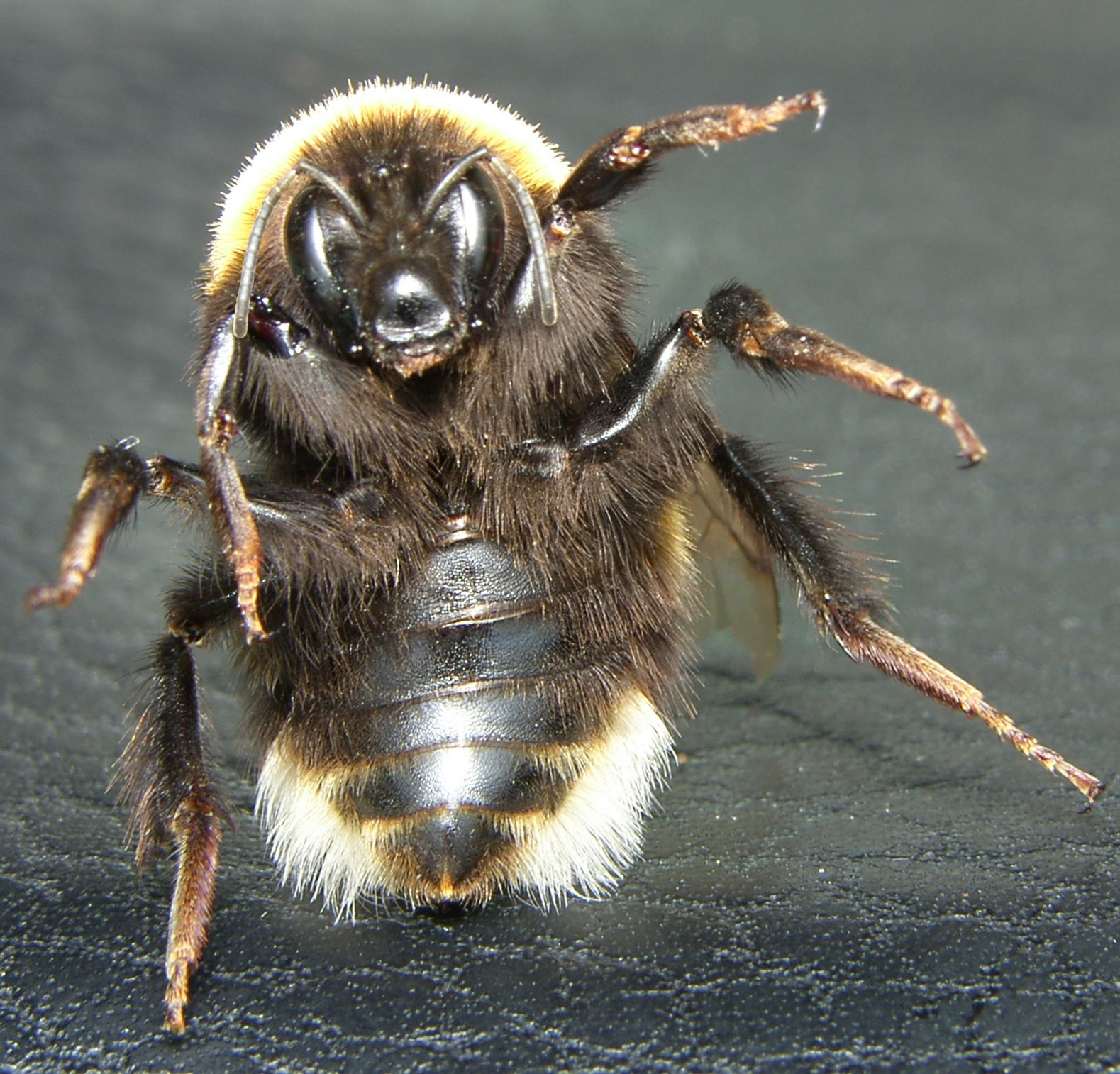

여왕벌의 몸 길이는 20~22mm이고, 수벌의 몸 길이는 14~16mm이다. 일벌의 몸 길이는 11~17mm이다.